# 神奇的魔力
《神奇的魔力》，是英國-愛爾蘭男子團體1世代的一首歌曲，收錄於他們的第1張錄音室專輯《青春無敵》中。歌曲于2012年作为专辑的单曲发行。歌曲由拉米·雅各布、卡尔·福克和沙凡·科提查创作，前两者同样参与了单曲的制作。歌曲原本被创作为两首不同的歌曲，但因为两首歌曲各有所长，因此词曲作者决定将两首歌曲合成一首歌曲。歌曲的歌词抒发了对喜欢对象的迷恋。
《神奇的魔力》获得了主流乐评的好评，乐评称赞了歌曲的抓耳。歌曲在澳大利亚、爱尔兰和英国进入了榜单前10，在比利时法兰德斯地区、加拿大、新西兰和美国进入了榜单前40。在美国，歌曲以超过100万销量被美国唱片业协会认证为白金唱片。歌曲的音乐录像带由德克蘭·懷特布盧姆导演，在录像带中，1世代在伦敦街头表演。团体在许多电视节目和他们的四个主要巡演：青春無敵巡迴演唱會、青春滿屋巡迴演唱會、青春在哪裡巡迴演唱會和青春再前進巡迴演唱會都现场表演了歌曲。

## 音乐录像带
歌曲的音乐录像带由德克蘭·懷特布盧姆导演，于2011年11月28日在伦敦拍摄。懷特布盧姆以“所得即所得”的理念拍摄了这部录影带，他认为这“能带来一些真实的魔力。”为实现这种理念，他让录像带有着“Monkees或披頭四樂隊风格”，称其围绕着“五个小伙子在伦敦狂欢，就像伦敦有大事发生一样”展开。哈利·斯泰爾斯在2012年12月接受Capital FM的一次采访中表示，录像带的拍摄充满欢乐、随意且毫不费力。2012年1月13日，录像带在YouTube平台首播。录像带中，团体在伦敦街头表演。截至2017年1月，录像带已获得超过5.1亿观看人次。《赫芬顿邮报》的艾力克斯·休斯表示，这是一部充满简单欢乐元素的录像带，“如果你（看了这部录像带）脸上没有一丝微笑，那你百分之百不是正常人。”

## 曲目列表
- 英国CD单曲[8]

1. "One Thing" – 3:19
2. "I Should Have Kissed You" – 3:34

- 数字下载[9]

1. "One Thing" – 3:19
2. "I Should Have Kissed You" – 3:34
3. "One Thing" (acoustic) – 3:04
4. "One Thing" (acoustic; music video) – 3:08

## 榜单
| 榜单 （2012年）                      | 最高 排位 |
| ------------------------------------ | --------- |
| 澳大利亚（澳大利亚唱片业协会單曲榜） | 3         |
| 比利时佛兰德（Ultratop五十强单曲榜） | 37        |
| 比利时瓦隆（Ultratip榜外單曲榜）     | 45        |
| 加拿大（Canadian Hot 100）           | 17        |
| 法国（法國唱片出版業公會單曲榜）     | 91        |
| 匈牙利（四十强电台榜）               | 4         |
| 愛爾蘭（愛爾蘭唱片音樂協會单曲榜）   | 6         |
| 意大利（意大利音乐产业联盟）         | 60        |
| 荷兰（百强单曲榜）                   | 72        |
| 新西兰（新西兰唱片音乐协会单曲榜）   | 16        |
| 蘇格蘭（官方榜单公司單曲榜）         | 8         |
| 斯洛伐克（電台百強單曲榜）           | 26        |
| 英國（官方榜单公司單曲榜）           | 9         |
| 美国（《告示牌》百大單曲榜）         | 39        |
| 美國（《告示牌》Adult Pop Airplay）  | 34        |
| 美國（《告示牌》Pop Airplay）        | 15        |

| 榜单 （2012年）                      | 排位 |
| ------------------------------------ | ---- |
| 澳大利亞（澳大利亞唱片業協會單曲榜） | 22   |
| 加拿大（加拿大百強單曲榜）           | 51   |
| 英國（官方榜單公司單曲榜）           | 121  |

## 销售认证
| 地區                                  | 认证    | 认证单位/销量 |
| ------------------------------------- | ------- | ------------- |
| 澳大利亚（澳大利亚唱片业协会）        | 4× 白金 | 280,000^      |
| 加拿大（加拿大音乐协会）              | 2× 白金 | 160,000^      |
| 丹麦（國際唱片業協會丹麥分會）        | 金      | 15,000^       |
| 意大利（意大利音乐产业联盟）          | 金      | 15,000*       |
| 日本（日本唱片協會）                  | 金      | 100,000^      |
| 墨西哥（墨西哥音像製品協會）          |         | 30,000*       |
| 新西兰（新西兰唱片音乐协会）          | 金      | 7,500*        |
| 挪威（國際唱片業協會挪威分会）        | 3× 白金 | 30,000*       |
| 英国（英国唱片业协会）                | 银      | 200,000       |
| 美国（美國唱片業協會）                | 白金    | 1,486,000     |
| *僅含認證的實際銷量 ^僅含認證的出貨量 |         |               |

## 发行历史
| 地区     | 日期          | 形式     | 厂牌         |
| -------- | ------------- | -------- | ------------ |
| 奥地利   | 2012年1月6日  | 数字下载 | 赛科音乐     |
| 丹麦     | 2012年1月6日  | 数字下载 | 赛科音乐     |
| 愛沙尼亞 | 2012年1月6日  | 数字下载 | 赛科音乐     |
| 法国     | 2012年1月6日  | 数字下载 | 赛科音乐     |
| 德国     | 2012年1月6日  | 数字下载 | 赛科音乐     |
| 希腊     | 2012年1月6日  | 数字下载 | 赛科音乐     |
| 匈牙利   | 2012年1月6日  | 数字下载 | 赛科音乐     |
| 意大利   | 2012年1月6日  | 数字下载 | 赛科音乐     |
| 拉脫維亞 | 2012年1月6日  | 数字下载 | 赛科音乐     |
| 新西兰   | 2012年1月6日  | 数字下载 | 赛科音乐     |
| 波兰     | 2012年1月6日  | 数字下载 | 赛科音乐     |
| 葡萄牙   | 2012年1月6日  | 数字下载 | 赛科音乐     |
| 西班牙   | 2012年1月6日  | 数字下载 | 赛科音乐     |
| 瑞士     | 2012年1月6日  | 数字下载 | 赛科音乐     |
| 英国     | 2012年2月13日 | CD单曲   | 赛科音乐     |
| 美国     | 2012年5月22日 | 主流电台 | 哥伦比亚唱片 |